# Hogna inops
Hogna inops är en spindelart som först beskrevs av Tord Tamerlan Teodor Thorell 1890.  Hogna inops ingår i släktet Hogna och familjen vargspindlar. Inga underarter finns listade i Catalogue of Life.